# Książę Włodzimierz
Książę Włodzimierz – rosyjski film animowany z 2006 r. wyreżyserowany przez Jurija Kułakowa. 
Film jest romantyzowaną historią ruskiego księcia Włodzimierza I Wielkiego.